# Giuseppe Caruso (scrittore)
Giuseppe Caruso (1975) è uno scrittore e giornalista italiano, noto per il romanzo Chi ha ucciso Silvio Berlusconi.

## Opere

### Romanzi
- Giuseppe Caruso, Rigore, Milano, Ponte alle Grazie, 2002, ISBN 88-7928-591-2.
- Giuseppe Caruso, Chi ha ucciso Silvio Berlusconi, Milano, Ponte alle Grazie, 24 febbraio 2005, ISBN 88-7928-723-0.
- Giuseppe Caruso, Chi ha ucciso Silvio Berlusconi, Milano, TEA, 2008, ISBN 978-88-502-1698-7.
- Giuseppe Caruso, I fiori di Al Qaida, Milano, Ponte alle Grazie, 2007, ISBN 978-88-7928-898-9.

### Inchieste
- Giuseppe Caruso, Davide Carlucci, A Milano comanda la 'Ndrangheta, Milano, Ponte alle Grazie, 2009, ISBN 978-88-7928-995-5.
- Davide Carlucci, Giuseppe Caruso, Magna magna, Milano, Ponte alle Grazie, 2012, ISBN 978-88-7928-996-2.